# オール・シュック・アップ
『オール・シュック・アップ』（All Shook Up）は、チープ・トリックが1980年に発表した5作目のスタジオ・アルバム。

## 背景
『蒼ざめたハイウェイ』（1977年）以降のスタジオ・アルバムをプロデュースしてきたトム・ワーマンが外されて、ビートルズとの仕事で知られるジョージ・マーティン（プロデューサー）及びジェフ・エメリック（レコーディング・エンジニア）が起用された。ただし、バン・E・カルロスによれば、レコード会社の方はプロデューサーの変更に対し否定的だったという。「ストップ・ディス・ゲーム」は、当初は「Can't Stop the Music」というタイトルだったが、ヴィレッジ・ピープルを題材とした映画『ミュージック・ミュージック』（原題: Can't Stop the Music）との混同を避けるために改題された。
本作リリース前の1980年8月25日、トム・ピーターソンがバンドを脱退した。

## 反響
バンドの母国アメリカでは、Billboard 200で24位に達し、バンドにとって4作目の全米トップ40アルバム（EPを含む）となった。また、シングル「ストップ・ディス・ゲーム」はBillboard Hot 100で48位を記録した。日本盤LPは1980年11月1日に発売され、オリコンLPチャートでは6週トップ100入りし、最高21位を記録した。

## 評価
スチュワート・メイソンはオールミュージックにおいて5点満点中2点を付け「チープ・トリック史上初の、全く面白くないアルバム」「T・レックスの一連のヒット曲を想起させるであろう"Baby Loves to Rock"は歓迎すべき曲だが、このアルバムを救うには至っていない」と批判している。一方、David Frickeは1981年3月19日付の『ローリング・ストーン』誌のレビューで5点満点中4点を付け「サウンド及び激情は、バンドが1977年に発表したデビュー・アルバムの、無骨なヘヴィメタルがゴリゴリする様に近い」「チープ・トリックは単に新たなビートルズというだけでなく、ザ・ムーブやエレクトリック・ライト・オーケストラが引き継いできたビートルズ的な英国ポップの伝統と、ザ・フーやヤードバーズに通じるハードロックを、長きにわたり魂を込めて継承してきた一連の流れの最新版である」と評している。また、渋谷陽一は本作の日本盤LPのライナーノーツにおいて「先祖帰りともいえる内容になっている。一枚目の音に近いのだ」と評している。

## 収録曲
特記なき楽曲はリック・ニールセン作。
1. ストップ・ディス・ゲーム - "Stop This Game" (Rick Nielsen, Robin Zander) - 3:54
2. ジャスト・ガット・バック - "Just Got Back" - 2:03
3. ベイビー・ラヴズ・トゥ・ロック - "Baby Loves to Rock" - 3:16
4. キャント・ストップ・イット - "Can't Stop It but I'm Gonna Try" - 3:30
5. ワールズ・グレイテスト・ラヴァー - "World's Greatest Lover" - 4:49
6. ハイ・プリースト（オブ・リズミック・ノイズ） - "High Priest of Rhythmic Noise" - 4:10
7. ア・タンブリン・ダウン - "Love Comes a-Tumblin' Down" - 3:05
8. アイ・ラヴ・ユー・ハニー - "I Love You Honey but I Hate Your Friends" - 3:50
9. ゴー・フォー・ザ・スロート - "Go for the Throat (Use Your Own Imagination)" - 3:00
10. フー・ザ・キング - "Who D'King" (R. Nielsen, Bun E. Carlos) - 2:15

### 2006年リマスターCDボーナス・トラック
1. グッド・タイムズ・バッド・タイムズ（シングル・ヴァージョン） - "Everything Works If You Let It"
2. デイ・トリッパー（ライヴ・ヴァージョン） - "Day Tripper (Live)" (John Lennon, Paul McCartney)
3. キャント・ホールド・オン（ライヴ・ヴァージョン） - "Can't Hold On (Live)"
4. グッド・ガール（未発表スタジオ・ヴァージョン） - "Such a Good Girl"
5. テイク・ミー・アイム・ユアーズ（未発表スタジオ・ヴァージョン） - "Take Me I'm Yours" (R. Nielsen, R. Zander)

## 参加ミュージシャン
- ロビン・ザンダー - ボーカル
- リック・ニールセン - ギター、キーボード
- トム・ピーターソン - ベース
- バン・E・カルロス - ドラムス